# Agárrate a mí María
Agárrate a mí María es el título de una canción de la banda de española Los Secretos, compuesta por Enrique Urquijo. 

## Descripción
Incluida en su álbum recopilatorio Grandes éxitos, como la única novedad del disco. La melodía está inspirada en el tema Carmelita, del estadounidense Warren Zevon. La letra describe la fragilidad y desesperación del narrador, arrepentido de anteriores errores y que, en una llamada de auxilio, busca consuelo y refugio en una persona llamada María, a la que invoca su presencia y ternura. María resulta ser la hija en la vida real del autor, que en el momento de la composición contaba 18 meses de edad. Tras el fallecimiento de Enrique, el tema siguió estando incluido en el repertorio de actuaciones en directo de la banda, si bien, su nuevo líder, Álvaro Urquijo, hermano del autor, reconoció su dificultad personal en poder volver a interpretarla, siendo conocedor del significado real del tema.

## Versiones
El tema fue versionado por Antonio Vega en el disco homenaje a Enrique Urquijo A tu lado (2020).